# Aratosz (hadvezér, memoáríró)
Aratosz (Ἄρατος, latinosan: Aratus) (i. e. 275 – i. e. 213) görög hadvezér, memoáríró
Kliniasz, tekintélyes sziküóni polgár fia volt. Apját Abantidasz türannosz megölette, emiatt hétéves korában Argoszba menekült, telve gyűlölettel hazája zsarnokai iránt. Nikoklész zsarnoksága idején sziküóni menekültekkel megdöntötte a türannoszt, s rávette Sziküónt, hogy belépjen az akháj szövetségbe. Ezzel a városra s önmagára vonta Antigonosz Gonatasz makedón király haragját, ugyanis amikor i. e. 245-ben a szövetség vezérévé választották, azon kezdett fáradozni, hogy a peloponnészoszi városokat a szövetségnek megnyerje. E szövetség éle a makedón uralom ellen irányult. Aratosz folyamatos sikereket ért el egészen addig, ameddig a szintén a Peloponnészosz feletti uralomra törő Spártában veszélyes vetélytársra nem akadt. Aratosz szorult helyzetében a makedónokat hívta segítségül, akik megverték a spártaiakat, s helyreállították a szövetség tekintélyét, ám már makedón befolyás alatt. Aratoszt végül V. Philipposz makedón uralkodó megmérgeztette. A sziküóniak Korinthoszban oszlopot állítottak emlékére, feljegyzéseit felhasználta Polübiosz és Plutarkhosz is. Ránk csupán töredékei maradtak.